# Domine Iesu Christe
Das Domine Iesu Christe („Herr Jesus Christus“) ist das Offertorium der Messe für die Verstorbenen (Requiem oder Missa pro defunctis) und gehört zu den Bestandteilen der Liturgie, die nach dem Anlass wechseln (Proprium). Das Gebet bittet um das ewige Leben für die Verstorbenen und fleht um Schutz vor den Abgründen des Tartarus, also der Hölle.
Gegenüber den Propriumstexten in den sonstigen Messformularen ist im Offertorium der Totenmesse die längere responsorische Form mit Versikel und Wiederholung des Responsum (Quam olim Abrahæ promisisti, et semini eius.) erhalten geblieben, wie sie bis zum frühen Mittelalter üblich war, da in Totengottesdiensten der Opfergang aller Gläubigen bis in die Neuzeit stattfand und anfangs vom Gesang des Offertoriums begleitet wurde.
Das Gebet gehört somit zu den Stücken, die in der Regel bei Requiems-Kompositionen mit vertont werden, so von Giovanni Pierluigi da Palestrina und Wolfgang Amadeus Mozart in seinem Requiem.

## Text
Der Text des Offertoriums lautet im Messbuch:
| Latein | Deutsch |
| Domine Iesu Christe, Rex gloriae, libera animas omnium fidelium defunctorum de poenis inferni, et de profundo lacu: libera eas de ore leonis, ne absorbeat eas tartarus, ne cadant in obscurum: sed signifer sanctus Michael repraesentet eas in lucem sanctam: Quam olim Abrahæ promisisti, et semini eius. (Hostias et preces tibi, Domine, laudis offerimus: tu suscipe pro animabus illis, quarum hodie memoriam facimus: fac eas, Domine, de morte transire ad vitam, quam olim Abrahæ promisisti et semini eius.) | Herr Jesus Christus, König der Herrlichkeit, bewahre die Seelen aller verstorbenen Gläubigen vor den Qualen der Hölle und vor den Tiefen der Unterwelt. Bewahre sie vor dem Rachen des Löwen, dass die Hölle sie nicht verschlinge, dass sie nicht hinabstürzen in die Finsternis. Vielmehr geleite sie Sankt Michael, der Bannerträger, in das heilige Licht, das du einstens dem Abraham verheißen und seinen Nachkommen. (Opfergaben und Gebet bringen wir zum Lobe dir dar, o Herr; nimm sie an für jene Seelen, derer wir heute gedenken. Herr, lass sie vom Tode hinübergehen zum Leben, das du einstens dem Abraham verheißen und seinen Nachkommen.) |

Der zweite Teil – der sogenannte Versus – kann auch entfallen.